# Glihallstjärnen (Hagfors socken, Värmland, 665205-138589)
Glihallstjärnen är en sjö i Hagfors kommun i Värmland och ingår i Göta älvs huvudavrinningsområde. Sjön är 7 meter djup, har en yta på 0,036 kvadratkilometer och är belägen 317 meter över havet.